# Kulihanda
Kulihanda é uma vila no distrito de Hugli, no estado indiano de Bengala Ocidental.

## Demografia
Segundo o censo de 2001, Kulihanda tinha uma população de 13 051 habitantes. Os indivíduos do sexo masculino constituem 51% da população e os do sexo feminino 49%. Kulihanda tem uma taxa de literacia de 69%, superior à média nacional de 59,5%: a literacia no sexo masculino é de 75% e no sexo feminino é de 62%. Em Kulihanda, 12% da população está abaixo dos 6 anos de idade.